# Matwei Matwejewitsch Gussew
Matwei Matwejewitsch Gussew (russisch Матве́й Матве́евич Гу́сев, wiss. Transliteration Matvej Matveevič Gusev; * 16. Novemberjul. / 28. November 1826greg. in Wjatka (heute: Kirow); † 22. April 1866 in Berlin) war ein russischer Astronom. Nach ihm ist der Krater Gusev auf dem Mars benannt.

## Leben
Er betrieb an der Universität von Kasan physikalisch-mathematische Studien, die er 1847 mit Auszeichnung abschloss. Seine erste Stelle war die eines Konservators im Museum der Universität. 1848 machte er bereits öffentliche Vorlesungen über Physik für die Medizin-Studenten. In der Ferienzeit bestimmte er die geographische Lage seiner Heimatortes Kirow.
1850 ging er nach an das Pulkowo-Observatorium, um Astronomie zu studieren und schon 1851 begleitete er die Expedition von Kowalski und Popoff an das Asowsche Meer, um dort mit ihnen eine Sonnenfinsternis zu beobachten.
Im August 1852 wurde er Assistent an der Sternwarte von Wilna. Der Direktor war seinerzeit Georg Albert von Fuß und ab 1854 Georg Thomas Sabler (1810–1865), mit denen er freundschaftlich verbunden war. Nach dem Tod von Fuß war Gussew vom 6. Januar 1854 bis 6. Juni Direktor der Sternwarte.
1857 konnte er eine mehrjährige Studienreise ins Ausland unternehmen, was ihn vor allem nach Berlin, Altona und Gotha führte. 1859/1860 war er in England und lernte von Warren de la Rue Astrophotographie. Er bekam von de la Rue Photographien von Mond und eine genaue Analyse der Bilder führten ihn zu der Erkenntnis, dass der Mond ein Ellipsoid mit Hauptachse in Richtung Erde ist. Es ist eines der frühesten Beispiele für die photographische Vermessungen von Himmelskörpern. Seine Ergebnisse veröffentlichte er 1860 in der St. Petersburger Akademie der Wissenschaften. Im gleichen Jahr gründete er eine russische Zeitschrift für Physik und Mathematik, die sich zu einem bedeutenden Magazin entwickelte aber 1863 im Rahmen der Unruhen in Polen eingestellt werden musste.
Er wurde im Dezember 1865 Nachfolger von Sabler als Direktor. Bald danach erkrankte er jedoch schwer und begab sich 1866 zu einer Operation nach Berlin, wo er im April 1866 starb. Im Juli 1866 übernahm Pjotr Smyslow (1827–1891) das Amt.